# 莫家淦
莫家淦（英語：Keith Mok Ka Kam；1982年7月13日—）香港男演員、歌手。

## 簡介
莫家淦曾就讀聖芳濟書院，有1名胞姊。2004年畢業於香港中文大學社會工作學系，畢業後即加入有線娛樂新聞台擔任主播，及後轉到無綫電視擔任無綫娛樂新聞台主播，現為無綫電視基本藝人合約藝員。莫家淦主持風格具有個人特色，生鬼有趣，風趣幽默。除主持工作了得外，其歌喉及模仿能力亦相當不俗。曾於Sunday扮嘢王中扮演張國榮唱歌，演出維肖維妙，大獲好評。近來參與節目有漫遊南美等。2017年10月1日宣佈暫別娛樂新聞主持工作，把重心放在戲劇拍攝上。
除演藝事業外，莫家淦亦發展其個人眼鏡品牌HACHilll，加入商界行列。品牌深得圏中藝人支持，包括郭富城、容祖兒、譚詠麟、任達華等。於2014年，更奪得匯豐青年創業大獎金獎。實行演藝界商界雙線發展。
莫家淦亦為香港明星足球隊隊員。

## 節目

### 有線娛樂新聞台
- 娛樂新聞
- 賺大錢
- C1．直播室
- 娛樂大飲茶
- 今日觀點

### 亞洲電視
- 馬上全接觸

### 無線電視翡翠台
- 2014年：Sunday扮嘢王
- 歡樂滿東華
- 2015年：《Think Big 天地》
- 2016年：J2靚聲王（第23集）
- 2016年：男人食堂
- 2017年：最緊要好好玩 消暑版

### 無線電視J2
- 漫遊南美
- 3日2夜

### 無線網路電視TVB娛樂新聞台
- Startalk
- 娛樂新聞報道

### 無線網路電視19台
- 世界盃直播/低俗講波團

### 教育局教育電視
- 數學科[1]
- 常識科[1]

## 影展
- 韓國釜山國際電影節 2005、2011、2014年
- 威尼斯國際電影節 2012年

## 電視劇

### 電視劇（無綫電視）
| 首播       | 劇名                  | 角色                                                 |
| 2014年     | 忠奸人                | 律師                                                 |
| 2015年     | 倩女喜相逢            | 武考生（第12集）                                     |
| 2015年     | 拆局專家              | 司儀（第14集）                                       |
| 2015年     | 愛·回家               | 導演（第863集）                                      |
| 2015年     | 實習天使              | Alex（第22集）                                       |
| 2015年     | 刀下留人              | 顧命大臣                                             |
| 2016年     | 公公出宮              | 劉公公（第1集） 風                                   |
| 2016年     | 潮流教主              | DJ（第3集）                                          |
| 2016年     | 殭                    | 聶豐雲                                               |
| 2016年     | 愛·回家之八時入席     | Tim（第16集） Man（第66集） TVI電腦部職員（第192集） |
| 2016年     | 火線下的江湖大佬      | Peter（第8集）                                       |
| 2016年     | 純熟意外              | 經紀（第2集）                                        |
| 2016年     | 完美叛侶              | 男友人（第19集）                                     |
| 2016年     | 一屋老友記            | 歌唱比賽司儀（第31集）                               |
| 2016年     | 城寨英雄              | 番薯小販（第1集）／城寨街坊                          |
| 2016年     | 巨輪II                | 導演（第11集）                                       |
| 2016年     | 律政強人              | CID（第18集）                                        |
| 2016年     | 來自喵喵星的妳        | 活動主持（第8集）                                    |
| 2016年     | 幕後玩家              | Kenny（第10-11集）                                   |
| 2016年     | 致命復活              | CID（第26集）                                        |
| 2017年     | 與諜同謀              | 蔡忠（第8-9集）                                      |
| 2017年     | 我瞞結婚了            | 獸醫（第7集）                                        |
| 2017年     | 心理追兇 Mind Hunter  | 新聞報道員（第3集）                                  |
| 2017年     | 全職沒女              | 酒店經理（第1集）                                    |
| 2017年     | 踩過界                | CID                                                  |
| 2017年     | 超時空男臣            | 排骨仔                                               |
| 2017年     | 使徒行者2             | 三文治                                               |
| 2017年     | 雜警奇兵              | 葉輝                                                 |
| 2017年     | 誇世代                | 黎明                                                 |
| 2017年     | 降魔的                | CID                                                  |
| 2017年     | 溏心風暴3             | Morris                                               |
| 2017年至今 | 愛·回家之開心速遞     | 高永強（第55集）王朝                                 |
| 2018年     | 果欄中的江湖大嫂      | Tom                                                  |
| 2018年     | 三個女人一個「因」    | 新聞報導員                                           |
| 2018年     | 逆緣                  | 戴文豪                                               |
| 2018年     | 棟仁的時光            | 添                                                   |
| 2018年     | 宮心計2深宮計         | 禁軍                                                 |
| 2018年     | 特技人                | 醫生                                                 |
| 2018年     | 兄弟                  | 游北海                                               |
| 2018年     | 是咁的，法官閣下      | 拍拖男                                               |
| 2018年     | 大帥哥                | 徐劍                                                 |
| 2019年     | 福爾摩師奶            | 貴利                                                 |
| 2019年     | 鐵探                  | 筲箕                                                 |
| 2019年     | 廉政行動2019          | 運輸署人員                                           |
| 2019年     | 婚姻合伙人            | 鳳梓                                                 |
| 2019年     | 好日子                | 程傅                                                 |
| 2019年     | 白色強人              | 懲教                                                 |
| 2019年     | 包青天再起風雲        | 王少山                                               |
| 2019年     | 十二傳說              | 邰志祥                                               |
| 2019年     | 她她她的少女時代      | 醫生                                                 |
| 2019年     | 街坊財爺              | 劉達松                                               |
| 2019年     | 金宵大廈              | 狗強手下                                             |
| 2019年     | 解決師                | 翁佑鈞（Ray）                                        |
| 2020年     | 黃金有罪              | 蘇金河                                               |
| 2020年     | 丫鬟大聯盟            | 姚侍郎                                               |
| 2020年     | 大醬園                | 曹少校                                               |
| 2020年     | 法證先鋒IV            | 莫少華（Martin）（第3、8-10集）                      |
| 2020年     | 機場特警              | 學員                                                 |
| 2020年     | 降魔的2.0             | 賤男                                                 |
| 2020年     | 殺手                  | 程式員                                               |
| 2020年     | 迷網                  | 家輝哥                                               |
| 2020年     | 反黑路人甲            | 林展偉                                               |
| 2020年     | 過街英雄              | CID                                                  |
| 2020年     | 木棘証人              | 醫生                                                 |
| 2020年     | 使徒行者3             | 雷彦火（阿火）                                       |
| 2020年     | 香港愛情故事          | 新                                                   |
| 2020年     | 陀槍師姐2021          | 餐廳經理                                             |
| 2020年     | 堅離地愛堅離地        | 攝影師                                               |
| 2021年     | 失憶24小時            | 林永泰                                               |
| 2021年     | 大步走                | 醫生                                                 |
| 2021年     | 愛美麗狂想曲          | 富二代                                               |
| 2021年     | 一笑渡凡間            | 章文軒                                               |
| 2021年     | 逆天奇案              | 滔                                                   |
| 2021年     | 寶寶大過天            | 醫生                                                 |
| 2021年     | 七公主                | 法庭書記                                             |
| 2021年     | 把關者們              | 豬仔（第1集）                                        |
| 2021年     | 我家無難事            | Raymond（第6集）                                     |
| 2021年     | 星空下的仁醫          | 導演（第10-13集）                                    |
| 2021年     | 青年心城之撐起青春    | 西裝男（第5集）                                      |
| 2021年     | 換命真相              | CID（第19、23-24集）                                 |
| 2021年     | 十月初五的月光        | 髮型師（第1集）                                      |
| 2021年     | 拳王                  | 拳賽司儀                                             |
| 2021年     | 異搜店                | CID（第5、11-12、14-15集）                           |
| 2022年     | 鐵拳英雄              | 方至剛（青年）                                       |
| 2022年     | 食腦喪Ｂ              | 醫生                                                 |
| 2022年     | 雙生陌生人            | Tim                                                  |
| 2022年     | 十八年後的終極告白2.0 | 醫生（第6、15、20集）                                |
| 2022年     | 童時愛上你            | Sam（第17集）                                        |
| 2022年     | 痞子殿下              | 南北                                                 |
| 2022年     | 白色強人II            | 馮禮文（第29集）                                     |
| 2022年     | 黯夜守護者            | 毒品調查科總督察（第2、7、8、14集）                  |
| 2022年     | 超能使者              | 財（第11-12、14集）                                  |
| 2022年     | 法證先鋒V             | 陸立榮                                               |
| 2023年     | 新四十二章            | 職員（第11、13集）                                   |
| 2023年     | 隱形戰隊              | 醫生（第1、3、6、19、27-29集）                       |
| 2023年     | 法言人                | 詹 生                                                |
| 2023年     | 一舞傾城              | Chris                                                |
| 2023年     | 隱門                  | Martin                                               |
| 2023年     | 破毒強人              | 手下（第5集）                                        |
| 2023年     | 新聞女王              | 伍家豪（伍仔）                                       |
| 2024年     | 狀王之王              | 湯文武                                               |
| 2025年     | 富貴千團              | 生意人（第5-6集）                                    |
| 2025年     | 痞子無間道            | 荷官（第3、5集）                                     |
| 2025年     | 奪命提示              | 郭滿                                                 |
| 2025年     | 虛擬情人              | 文迪                                                 |
| 2025年     | 刑偵12                | 王一知                                               |

### 電視劇（有線電視）
- 2007年：補習天后

### 電視劇（香港電台）
- 海關故事
- 平等機會任務
- 毒海浮生
- 2011年：證義搜查線

## 派台歌曲成績
| 派台歌曲上榜最高位置 | 派台歌曲上榜最高位置 | 派台歌曲上榜最高位置 | 派台歌曲上榜最高位置 | 派台歌曲上榜最高位置 | 派台歌曲上榜最高位置 | 派台歌曲上榜最高位置 |
| -------------------- | -------------------- | -------------------- | -------------------- | -------------------- | -------------------- | -------------------- |
| 唱片                 | 歌曲                 | 903                  | RTHK                 | 997                  | TVB                  | 備註                 |
| 2018年               |                      |                      |                      |                      |                      |                      |
|                      | 無可替代             | -                    | -                    | -                    | -                    |                      |

| 各台冠軍歌總數 | 各台冠軍歌總數 | 各台冠軍歌總數 | 各台冠軍歌總數 | 各台冠軍歌總數    |
| -------------- | -------------- | -------------- | -------------- | ----------------- |
| 903            | RTHK           | 997            | TVB            | 備註              |
| 0              | 0              | 0              | 0              | 四台冠軍歌總數：0 |

- （*）表示歌曲仍在該榜上

## 外部連結
- 莫家淦 Keith Mok的Facebook專頁
- 莫家淦的新浪微博
- 莫家淦的Instagram帳戶